# Добрий самаритянин (дитячий будинок)
Дитячий будинок милосердя «Добрий самаритянин» — недержавний дитячий будинок в селі Велика Добронь, Ужгородського району, Закарпатської області, заснований реформатською церквою у 1995 році. Це перший недержавний дитячий будинок на території країн СНД.

## Історія
Дитячий будинок був заснований нідерландською благодійною організацією «Фонд допомоги Східній Європі» (нід. Stichting Hulp Oost-Europa). У березні 1995 року була зведена будівля і 1 грудня 1995 дитячий будинок був офіційно відкритий і переданий Закарпатській реформатській церкві, якій він з того часу належить.
Будинок милосердя існує переважно на іноземні пожертви Також сиротинцю допомагає місцева влада та вітчизняні меценати.

## Вихованці
Вихованці притулку — лише дівчата від 2 років до 12 років незалежно від віросповідання чи етнічного походження. Часто це діти з важкими захворюваннями (церебральним паралічем, порушенням опорно-рухового апарату, важкими розладами мовлення) , діти-сироти, напівсироти або діти, що перебувають у складної соціальному середовищі. Багато дітей потрапляє у 3-4 річному віці з державних дитячих будинків, в тому числі й такі, що не вміють говорити. Завдяки перебуванню у сиротинці «Добрий самаритянин» майже всі діти можуть говорити.
Частина дітей, які відстають у розвитку, навчається безпосередньо у притулку, інші навчаються у місцевій школі. Діти можуть вільно пересуватись селом, відвідують за бажанням музичну школу, церкву та гуртки, спілкуються із односельчанами. Члени місцевих і навколишніх церков можуть взяти додому вихованців, як своїх власних дітей на суботу та неділю кожен другий тиждень.

## Інфраструктура
Від початку заклад складався лише з одного корпусу, згодом були побудовані нові житлові корпуси спеціально пристосовані для дітей-інвалідів. На території у 9 гектарів розміщується ферма, фруктовий сад, теплиці, пасіка, конюшня, пекарня, рибний ставок, діє швацька майстерня та майстерня з ремонту інвалідних візків. В автопарку — кілька тракторів, комбайн, автобуси. На 50 гектарах землі вирощуються зернові для годування худоби. Ферма забезпечує потреби притулку у м'ясі, а пекарня у хлібі, булочка, також випікається 15 видів пончиків. За допомоги голландських меценатів встановлено автономне опалення — твердопаливні котли на дровах та вугіллі, а також 8 сонячних батарей. Медичні кабінети обладнані як для планових оглядів медсестрами, так й для терапії від приїжджих лікарів, функціонує кабінет стоматології. Житловий корпус містить 9 кімнат, в кожній з яких розміщується по 6-8 дівчат, що поділені за віком та розвитком. Кімнати обладнані санвузлом з ванною. В корпусах розміщені пральна кімната із сушкою, на території сиротинця є ігровий майданчик та футбольне поле. У 2005 році зведено гостьовий будинок для прийому іноземних гостей, що обладнаний 60-міснии конференц-залом.
Персонал будинку милосердя становить 76 осіб, 40 з яких — вихователі. Директор — голова місії Закарпатської реформатської церкви «Добрий самаритянин» Василь Федорович Катко.

## Інша діяльність
Будинок милосердя та фонд очолюваний директором закладу Василем Катко за рахунок гуманітарної допомоги і власного господарства підтримує лікувальні установи області, зокрема, обласну дитячу клінічну лікарню в місті Мукачевому, відділення терапії № 2 у Чопі дитячі садки, школи, ліцеї Ужгородського, Берегівського, Виноградівського районів.